# 龜井繪里
龜井繪里（日語平假名：かめい えり，1988年12月23日—），日本歌手、演員，東京都荒川区出身。日本女子組合早安少女組第六期成員。
隸屬於藝能事務所Up-Front Agency旗下。有一兄一妹，血型為AB型，身高157公分。2003年1月加入早安少女組。
為了治療異位性皮膚炎，決定暫退藝能界，2010年12月15日自早安少女組及Hello!Project畢業。畢業後也希望從事音樂方面的工作。

## 簡歷
龜井繪里畢業於，其後就讀。
在確定從事演藝活動之後，高中一年級辦理轉學至東京一所通訊制高等學校，並於2007年3月畢業。
日本媒體於2021/08/31報導，龜井繪里已於2020年8月以一般女性身份與BUMP OF CHICKEN的主唱藤原基央結婚，此消息亦由其妹龜井理那的Twitter證實。

### 2003年
- 1月19日，在中與田中麗奈、道重沙由美一同合格，成為第六期成員。
- 3月、5月，合格的三名成員舉行了歌迷會限定握手會。
- 5月4日，集訓後於埼玉Super Arena的演唱會中正式亮相。
- 7月30日，發行出道單曲《泡泡》（シャボン玉）。

### 2004年
- 2月21日，上映首次參加演出的電影『星砂の島、私の島～アイランド・ドリーミン～』。
- 12月23日，發行第一本個人寫真集『亀井絵里』。

### 2005年
- 9月16日，發行第二本個人寫真集『DAYS』。

### 2006年
- 1月，參加早安家族的女子足壘球隊「Metro Rabbits H.P.2006年（メトロラビッツH.P.）」。
- 5月26日 發行第三本個人寫真集『17才』。
- 6月，與田中麗奈、道重沙由美共演網劇。

### 2007年
- 2月28日，發行第四本個人寫真集『ラブハロ!亀井絵里寫真集 in プーケット』。
- 4月8日，FM-FUJI的新節目《Hello! Project Night》内第一個常規廣播節目《GAKI・KAME》開始，並與新垣里沙一同擔任該節目主持。
- 10月11日，發行第五本個人寫真集『MAPLE』。

### 2008年
- 2月27日～3月2日，與高橋愛、田中麗奈、道重沙由美等演出舞台劇《おじぎ30度　オン・ステージ》。
- 12月23日，發行第六本個人寫真集『20(はたち)』。

### 2009年
- 4月6日，與新垣里沙一同擔任「FIVE STARS」的節目主持，逢週一、共30分鐘[2]。
- 6月16日，結成『タンポポ#』並演唱「赤いスイートピー」，於同年早安家族夏控演唱會中正式登場。

### 2010年
- 2月25日，發行第七本個人寫真集『sweet』。
- 8月5日，播放客串演出的木曜ナイトドラマ「日本人の知らない日本語」第四話。
- 8月8日，宣佈龜井繪里、純純、琳琳將於2010年秋季巡迴演唱會上從早安少女組畢業[3]。
- 9月26日，發行第八本個人寫真集『えりりん』。
- 12月，發行第九本個人寫真集『ＴＨＡＮＫＳ』。
- 12月15日，於橫濱體育館的秋控最終場上，與純純、琳琳一起自早安少女組及早安家族中畢業。

## 演出

### 電視節目
- Hello! Morning（2003年－2007年4月1日）
- Haromoni@（2007年4月8日－2008年9月28日，東京電視台）
- （2003年9月29日－12月26日，東京電視台）
- （2004年4月26日－28日、7月14日－22日，東京電視台）
- （2004年10月7日－12月15日，東京電視台）
- 娘DOKYU!（2005年4月11日－6月7日、7月12日，東京電視台）
- BIKEINA TV（2009年2月27日，中部日本放送）
- 芸能 U-LA-LA（2009年3月1日，東京都會電視台）
- 寶石寵物聲演紅玉鈴子（2009年4月5日－2010年3月，大阪電視台、東京電視台）
- （2009年8月12日，日本電視台）
- （2009年8月15日，東京電視台）

### 電台節目
- （2005年4月1日－15日、5月30日－6月10日，東北放送）
- （2005年6月26日，朝日放送）
- （2006年6月11日，朝日放送）
- B.B.L.（2005年11月6日－13日，FM-FUJI）
- GAKI・KAME（2007年4月8日－2008年9月27日，FM-FUJI）
- SOUND SPLASH（2008年11月11日，FM-Niigata）
- AIR CRUISE（2008年11月22日，Fmyokohama）
- Terry and Tai Taira radioshow（2008年11月25日）
- Tokyo Paradise Radio Show（2008年11月29日）
- （Music Paradise）（2008年12月5日，ABC Radio）
- Kimura Mie no Idol Paradise（2008年12月5日，Kansai Radio）
- MUSIC PUSH! 特番（2008年12月6日，JCOM）
- （2008年12月11日，MBS Radio）
- Ousama Radio Kids（2008年12月14日，Kansai Radio）
- Kansai "e" Square（2008年12月15日，NHK-FM）
- miracle!!（2009年2月10日，bayfm78）
- NACK AFTER 5（2009年2月11日，NACK5）
- Tokai Radio Yamadol（2009年2月27日）
- NEVERMIND!!（2009年5月11日，FM-FUJI）
- （2009年8月19日，Ameba Studio）
- （Saturday Hot Request）（2009年8月22日，NHK-FM）
- （2009年8月22日）
- ON8（2009年8月26日－27日，bayfm78）

固定節目
- FIVE STARS（2009年4月6日－現在，Inter-FM）

### 電影
- （2004年2月21日、導演：喜多一郎）－豊見丸美紀子 役。

### 舞台劇
- リボンの騎士 ザ・ミュージカル(2006年8月1日－8月27日、新宿KOMA劇場)－淑女・騎士トルチュ 役。
- おじぎ30度　オン・ステージ(2008年2月27日－3月2日、新宿シアターアプル)－鶴エリカ 役。
- シンデレラtheミュージカル(2008年8月6日－8月25日、新宿KOMA劇場)－ポーシャ 役。
- 飾「鶴繪里香」(鶴エリカ)（2009年6月）

### Internet
- 第10回Hello! Project Video Chating（2005年5月20日、H!P on Flets）
- 青空（2006年6月21日、H!P on Flets）
- (2006年12月、Dohhh UP!) 飾

## 書籍

### 寫真集
- 6期成員寫真集 （2003年7月15日、角川書店） ISBN 4-0489-4251-4
- 第一本個人寫真集（2004年12月23日） ISBN 4-8470-2837-6
- 第二本個人寫真集『DAYS』（2005年9月16日） ISBN 4-8470-2882-1
- 第三本個人寫真集『17才』（2006年5月26日） ISBN 4-8470-2935-6
- 第四本個人寫真集『ラブハロ!亀井絵里写真集 in プーケット』（2007年2月28日） ISBN 4-0489-4486-X
- 第五本個人寫真集『MAPLE』（2007年10月25日） ISBN 978-4-8470-4043-6
- 第一本個人寫真全集『ERI』（2008年4月3日、ワニブックス）ISBN 4-8470-4077-1
- 第六本個人寫真集『20(はたち)』（2008年12月23日、ワニブックス）ISBN 4-8470-4147-1
- 第七本個人寫真集『sweet』（2010年2月25日）ISBN 978-4847042423
- 第八本個人寫真集『えりりん』（2010年9月26日、ワニブックス）ISBN 978-4847043116
- モーニング娘。亀井絵里・道重さゆみ・田中れいな　写真集　亀井絵里　卒業記念　ハロハロ！ｆｏｒｅｖｅｒ(2010/11/12)
- 第九本個人寫真集『ＴＨＡＮＫＳ』(2010年12月)攝影:西田幸樹 ISBN 978-4-8470-4328-4

## 光碟

### DVD
- (2007年3月14日、ZETIMA) EPBE-5236
- 20 DREAMS (2009年1月14日、ZETIMA) EPBE-5315
- TOO SWEET ERI (2010/3/3、ZETIMA)

## 所屬組合
- 早安少女組（2003－2010年，第6期成員）
  - 早安少女組櫻花組（2003年）
- 洗牌組合
  - H!P All Stars（2004年）
- （2006年）
- （2009年－）

## 外部連結
- （日語） 個人資料頁(Hello!Project官方網站)（页面存档备份，存于）
- （日語） [永久]
- （繁體中文） 早安家族台灣私設 FC 族譜
- （日語） FIVE STARS Monday Blog